# Kunstskøjteløb under vinter-OL 2018 – Hold
Holdkonkurrencen under
kunstskøjteløb under vinter-OL 2018 fandt sted den 9. til 12. februar 2018.

## Resultater

### Kortprogrammer

#### Mænd
Mændenes korte program blev afholdt den 9. februar 2018.
| Nr. | Udøver            | Nation                        | TSS    | TES   | PCS   | SS   | TR   | PE   | CH   | IN   | Ded  | StN | Pts. |
| --- | ----------------- | ----------------------------- | ------ | ----- | ----- | ---- | ---- | ---- | ---- | ---- | ---- | --- | ---- |
| 1   | Shoma Uno         | Japan                         | 103.25 | 56.64 | 46.61 | 9.36 | 9.25 | 9.25 | 9.39 | 9.36 | 0.00 | 10  | 10   |
| 2   | Oleksii Bychenko  | Israel                        | 88.49  | 47.59 | 40.90 | 8.07 | 7.82 | 8.43 | 8.29 | 8.29 | 0.00 | 7   | 9    |
| 3   | Patrick Chan      | Canada                        | 81.66  | 38.56 | 45.10 | 9.21 | 9.07 | 8.50 | 9.14 | 9.18 | 2.00 | 6   | 8    |
| 4   | Nathan Chen       | USA                           | 80.61  | 37.73 | 43.88 | 8.89 | 8.75 | 8.46 | 8.96 | 8.82 | 1.00 | 8   | 7    |
| 5   | Matteo Rizzo      | Italien                       | 77.77  | 40.60 | 37.17 | 7.39 | 7.18 | 7.64 | 7.50 | 7.46 | 0.00 | 5   | 6    |
| 6   | Cha Jun-hwan      | Sydkorea                      | 77.70  | 40.71 | 36.99 | 7.46 | 7.25 | 7.46 | 7.46 | 7.36 | 0.00 | 1   | 5    |
| 7   | Yan Han           | Kina                          | 77.10  | 38.28 | 40.82 | 8.46 | 8.07 | 7.71 | 8.29 | 8.29 | 2.00 | 4   | 4    |
| 8   | Mikhail Kolyada   | Olympiske atleter fra Rusland | 74.36  | 33.75 | 42.61 | 8.75 | 8.31 | 8.11 | 8.75 | 8.61 | 2.00 | 9   | 3    |
| 9   | Paul Fentz        | Tyskland                      | 66.32  | 34.54 | 33.78 | 6.96 | 6.61 | 6.39 | 7.00 | 6.82 | 2.00 | 2   | 2    |
| 10  | Chafik Besseghier | Frankrig                      | 61.06  | 26.93 | 34.13 | 6.96 | 6.50 | 6.71 | 6.96 | 7.00 | 0.00 | 3   | 1    |

#### Parløb
Parrenes korte program blev afholdt den 9. februar 2018.
| Nr. | Utøver                                | Nasjon                        | TSS   | TES   | PCS   | SS   | TR   | PE   | CH   | IN   | Ded  | StN | Pts. |
| --- | ------------------------------------- | ----------------------------- | ----- | ----- | ----- | ---- | ---- | ---- | ---- | ---- | ---- | --- | ---- |
| 1   | Evgenia Tarasova / Vladimir Morozov   | Olympiske atleter fra Rusland | 80.92 | 43.78 | 37.14 | 9.43 | 9.07 | 9.39 | 9.32 | 9.21 | 0.00 | 10  | 10   |
| 2   | Meagan Duhamel / Eric Radford         | Canada                        | 76.57 | 41.08 | 35.49 | 8.82 | 8.71 | 9.00 | 8.96 | 8.86 | 0.00 | 8   | 9    |
| 3   | Aliona Savchenko / Bruno Massot       | Tyskland                      | 75.36 | 39.33 | 37.03 | 9.21 | 9.18 | 9.21 | 9.36 | 9.32 | 1.00 | 9   | 8    |
| 4   | Alexa Scimeca Knierim / Chris Knierim | USA                           | 69.75 | 38.41 | 31.34 | 7.86 | 7.57 | 7.96 | 7.89 | 7.89 | 0.00 | 4   | 7    |
| 5   | Yu Xiaoyu / Zhang Hao                 | Kina                          | 69.17 | 37.20 | 32.97 | 8.29 | 8.14 | 8.07 | 8.43 | 8.29 | 1.00 | 5   | 6    |
| 6   | Vanessa James / Morgan Ciprès         | Frankrig                      | 68.49 | 34.66 | 33.83 | 8.46 | 8.39 | 8.29 | 8.57 | 8.57 | 0.00 | 7   | 5    |
| 7   | Nicole Della Monica / Matteo Guarise  | Italien                       | 67.62 | 35.73 | 31.89 | 7.93 | 7.71 | 8.04 | 8.07 | 8.11 | 0.00 | 6   | 4    |
| 8   | Miu Suzaki / Ryuichi Kihara           | Japan                         | 57.42 | 32.13 | 25.29 | 6.54 | 6.07 | 6.39 | 6.25 | 6.36 | 0.00 | 3   | 3    |
| 9   | Paige Conners / Evgeni Krasnopolski   | Israel                        | 54.47 | 30.70 | 24.77 | 6.25 | 5.96 | 6.25 | 6.39 | 6.11 | 1.00 | 2   | 2    |
| 10  | Kim Kyu-eun / Alex Kam                | Sydkorea                      | 52.10 | 27.70 | 24.40 | 6.18 | 5.82 | 6.21 | 6.18 | 6.11 | 0.00 | 1   | 1    |

#### Isdans
Isdansens korte program blev afholdt 11. februar 2018.
| Nr. | Udøver                               | Nation                        | TSS   | TES   | PCS   | SS   | TR   | PE   | CH   | IN   | Ded  | StN | Pts. |
| --- | ------------------------------------ | ----------------------------- | ----- | ----- | ----- | ---- | ---- | ---- | ---- | ---- | ---- | --- | ---- |
| 1   | Tessa Virtue / Scott Moir            | Canada                        | 80.51 | 41.61 | 38.90 | 9.61 | 9.54 | 9.86 | 9.79 | 9.82 | 0.00 | 9   | 10   |
| 2   | Maia Shibutani / Alex Shibutani      | USA                           | 75.46 | 38.42 | 37.04 | 9.32 | 9.11 | 9.29 | 9.36 | 9.21 | 0.00 | 7   | 9    |
| 3   | Ekaterina Bobrova / Dmitri Soloviev  | Olympiske atleter fra Rusland | 74.76 | 38.11 | 36.65 | 9.14 | 9.00 | 9.18 | 9.29 | 9.21 | 0.00 | 10  | 8    |
| 4   | Anna Cappellini / Luca Lanotte       | Italien                       | 72.51 | 37.31 | 36.20 | 8.89 | 8.71 | 9.29 | 9.07 | 9.29 | 1.00 | 8   | 7    |
| 5   | Kana Muramoto / Chris Reed           | Japan                         | 62.15 | 32.17 | 29.98 | 7.54 | 7.32 | 7.46 | 7.57 | 7.57 | 0.00 | 6   | 6    |
| 6   | Marie-Jade Lauriault / Romain Le Gac | Frankrig                      | 57.94 | 29.08 | 28.86 | 7.25 | 7.11 | 7.21 | 7.25 | 7.25 | 0.00 | 5   | 5    |
| 7   | Wang Shiyue / Liu Xinyu              | Kina                          | 56.98 | 27.75 | 29.23 | 7.29 | 7.11 | 7.39 | 7.39 | 7.36 | 0.00 | 4   | 4    |
| 8   | Kavita Lorenz / Joti Polizoakis      | Tyskland                      | 56.88 | 28.97 | 27.91 | 6.96 | 6.75 | 7.04 | 7.14 | 7.00 | 0.00 | 2   | 3    |
| 9   | Yura Min / Alexander Gamelin         | Sydkorea                      | 51.97 | 24.88 | 27.09 | 6.79 | 6.54 | 6.82 | 6.89 | 6.82 | 0.00 | 3   | 2    |
| 10  | Adel Trankova / Ronald Zilberberg    | Israel                        | 44.61 | 22.32 | 22.29 | 5.57 | 5.50 | 5.57 | 5.75 | 5.46 | 0.00 | 1   | 1    |

#### Kvinder
Kvindernes korte program blev afholdt den 11. februar 2018.
| Nr. | Udøver             | Nation                        | TSS   | TES   | PCS   | SS   | TR   | PE   | CH   | IN   | Ded  | StN | Pts. |
| --- | ------------------ | ----------------------------- | ----- | ----- | ----- | ---- | ---- | ---- | ---- | ---- | ---- | --- | ---- |
| 1   | Evgenia Medvedeva  | Olympiske atleter fra Rusland | 81.06 | 42.83 | 38.23 | 9.54 | 9.43 | 9.57 | 9.56 | 9.68 | 0.00 | 10  | 10   |
| 2   | Carolina Kostner   | Italien                       | 75.10 | 36.96 | 38.14 | 9.54 | 9.32 | 9.50 | 9.68 | 9.64 | 0.00 | 7   | 9    |
| 3   | Kaetlyn Osmond     | Canada                        | 71.33 | 35.10 | 36.28 | 9.11 | 8.89 | 8.96 | 9.18 | 9.21 | 0.00 | 9   | 8    |
| 4   | Satoko Miyahara    | Japan                         | 68.95 | 34.33 | 34.62 | 8.71 | 8.39 | 8.71 | 8.68 | 8.79 | 0.00 | 8   | 7    |
| 5   | Bradie Tennell     | USA                           | 68.94 | 38.94 | 30.00 | 7.54 | 7.29 | 7.68 | 7.54 | 7.46 | 0.00 | 3   | 6    |
| 6   | Choi Da-bin        | Sydkorea                      | 65.73 | 37.16 | 28.57 | 7.29 | 6.79 | 7.29 | 7.18 | 7.18 | 0.00 | 6   | 5    |
| 7   | Li Xiangning       | Kina                          | 58.62 | 32.65 | 25.97 | 6.61 | 6.14 | 6.64 | 6.46 | 6.61 | 0.00 | 2   | 4    |
| 8   | Nicole Schott      | Tyskland                      | 55.32 | 29.35 | 26.97 | 6.89 | 6.50 | 6.64 | 6.86 | 6.82 | 1.00 | 5   | 3    |
| 9   | Maé-Bérénice Méité | Frankrig                      | 46.62 | 22.79 | 24.83 | 6.29 | 6.00 | 6.04 | 6.32 | 6.39 | 1.00 | 4   | 2    |
| 10  | Aimee Buchanan     | Israel                        | 46.30 | 25.07 | 21.23 | 5.32 | 4.96 | 5.36 | 5.39 | 5.50 | 0.00 | 1   | 1    |

### Friprogram

#### Parløb
Parløbets frie program blev afholdt den 11. februar 2018.
| Nr. | Navn                                  | Nation                        | TSS    | TES   | PCS   | SS   | TR   | PE   | CH   | IN   | Ded  | StN | Pts. |
| --- | ------------------------------------- | ----------------------------- | ------ | ----- | ----- | ---- | ---- | ---- | ---- | ---- | ---- | --- | ---- |
| 1   | Meagan Duhamel / Eric Radford         | Canada                        | 148.51 | 77.26 | 71.25 | 8.96 | 8.79 | 8.96 | 8.93 | 8.89 | 0.00 | 4   | 10   |
| 2   | Valentina Marchei / Ondřej Hotárek    | Italien                       | 138.44 | 72.02 | 67.42 | 8.18 | 8.21 | 8.54 | 8.64 | 8.57 | 1.00 | 2   | 9    |
| 3   | Natalia Zabiiako / Alexander Enbert   | Olympiske atleter fra Rusland | 133.28 | 68.06 | 66.22 | 8.39 | 8.07 | 8.18 | 8.39 | 8.36 | 1.00 | 5   | 8    |
| 4   | Alexa Scimeca Knierim / Chris Knierim | USA                           | 126.56 | 64.82 | 62.74 | 7.82 | 7.68 | 7.82 | 7.96 | 7.93 | 1.00 | 3   | 7    |
| 5   | Miu Suzaki / Ryuichi Kihara           | Japan                         | 97.67  | 49.24 | 49.43 | 6.39 | 5.93 | 6.04 | 6.29 | 6.25 | 1.00 | 1   | 6    |

#### Mænd
Mændenes frie program blev afholdt den 12. februar 2018.
| Nr. | Navn            | Nation                        | TSS    | TES   | PCS   | SS   | TR   | PE   | CH   | IN   | Ded  | StN | Pts. |
| --- | --------------- | ----------------------------- | ------ | ----- | ----- | ---- | ---- | ---- | ---- | ---- | ---- | --- | ---- |
| 1   | Patrick Chan    | Canada                        | 179.75 | 87.67 | 93.08 | 9.50 | 9.29 | 8.93 | 9.39 | 9.43 | 1.00 | 4   | 10   |
| 2   | Mikhail Kolyada | Olympiske atleter fra Rusland | 173.57 | 88.35 | 86.22 | 8.82 | 8.43 | 8.61 | 8.57 | 8.68 | 1.00 | 1   | 9    |
| 3   | Adam Rippon     | USA                           | 172.98 | 86.20 | 86.78 | 8.61 | 8.39 | 8.82 | 8.75 | 8.85 | 0.00 | 3   | 8    |
| 4   | Matteo Rizzo    | Italien                       | 156.11 | 78.77 | 77.34 | 7.64 | 7.39 | 8.18 | 7.71 | 7.75 | 0.00 | 2   | 7    |
| 5   | Keiji Tanaka    | Japan                         | 148.36 | 72.02 | 77.34 | 8.00 | 7.57 | 7.50 | 7.96 | 7.64 | 1.00 | 5   | 6    |

#### Kvinder
Kvindernes frie program blev afholdt den 12. februar 2018.
| Nr. | Navn              | Nation                        | TSS    | TES   | PCS   | SS   | TR   | PE   | CH   | IN   | Ded  | StN | Pts. |
| --- | ----------------- | ----------------------------- | ------ | ----- | ----- | ---- | ---- | ---- | ---- | ---- | ---- | --- | ---- |
| 1   | Alina Zagitova    | Olympiske atleter fra Rusland | 158.08 | 83.06 | 75.02 | 9.21 | 9.29 | 9.57 | 9.39 | 9.43 | 0.00 | 5   | 10   |
| 2   | Mirai Nagasu      | USA                           | 137.53 | 73.38 | 64.15 | 8.25 | 7.64 | 8.32 | 7.89 | 8.00 | 0.00 | 1   | 9    |
| 3   | Gabrielle Daleman | Canada                        | 137.14 | 68.86 | 68.28 | 8.71 | 8.18 | 8.71 | 8.50 | 8.57 | 0.00 | 3   | 8    |
| 4   | Carolina Kostner  | Italien                       | 134.00 | 59.73 | 74.27 | 9.39 | 9.07 | 9.00 | 9.46 | 9.50 | 0.00 | 4   | 7    |
| 5   | Kaori Sakamoto    | Japan                         | 131.91 | 65.51 | 66.40 | 8.32 | 8.11 | 8.32 | 8.39 | 8.36 | 0.00 | 2   | 6    |

#### Isdans
Isdansens frie program blev afholdt den 12. februar 2018.
| Nr. | Navn                                | Nation                        | TSS    | TES   | PCS   | SS   | TR   | PE   | CH   | IN   | Ded  | StN | Pts. |
| --- | ----------------------------------- | ----------------------------- | ------ | ----- | ----- | ---- | ---- | ---- | ---- | ---- | ---- | --- | ---- |
| 1   | Tessa Virtue / Scott Moir           | Canada                        | 118.10 | 59.25 | 58.85 | 9.61 | 9.61 | 9.93 | 9.93 | 9.96 | 0.00 | 5   | 10   |
| 2   | Maia Shibutani / Alex Shibutani     | USA                           | 112.01 | 56.41 | 55.60 | 9.32 | 9.18 | 9.36 | 9.18 | 9.29 | 0.00 | 4   | 9    |
| 3   | Ekaterina Bobrova / Dmitri Soloviev | Olympiske atleter fra Rusland | 110.43 | 54.72 | 55.71 | 9.21 | 9.11 | 9.36 | 9.36 | 9.39 | 0.00 | 3   | 8    |
| 4   | Anna Cappellini / Luca Lanotte      | Italien                       | 107.00 | 52.70 | 54.30 | 8.96 | 8.79 | 9.07 | 9.14 | 9.29 | 0.00 | 2   | 7    |
| 5   | Kana Muramoto / Chris Reed          | Japan                         | 87.88  | 44.69 | 44.19 | 7.32 | 7.29 | 7.14 | 7.68 | 7.39 | 1.00 | 1   | 6    |

### Totalt
| Pl. | Nation                        | M-SP | P-SP | D-SD | L-SP | P-FS            | M-FS            | L-FS            | D-FD            | Pts. |
| --- | ----------------------------- | ---- | ---- | ---- | ---- | --------------- | --------------- | --------------- | --------------- | ---- |
| 1   | Canada                        | 8    | 9    | 10   | 8    | 10              | 10              | 8               | 10              | 73   |
| 2   | Olympiske atleter fra Rusland | 3    | 10   | 8    | 10   | 8               | 9               | 10              | 8               | 66   |
| 3   | USA                           | 7    | 7    | 9    | 6    | 7               | 8               | 9               | 9               | 62   |
| 4   | Italien                       | 6    | 4    | 7    | 9    | 9               | 7               | 7               | 7               | 56   |
| 5   | Japan                         | 10   | 3    | 6    | 7    | 6               | 6               | 6               | 6               | 50   |
| 6   | Kina                          | 4    | 6    | 4    | 4    | Gik ikke videre | Gik ikke videre | Gik ikke videre | Gik ikke videre | 18   |
| 7   | Tyskland                      | 2    | 8    | 3    | 3    | Gik ikke videre | Gik ikke videre | Gik ikke videre | Gik ikke videre | 16   |
| 8   | Israel                        | 9    | 2    | 1    | 1    | Gik ikke videre | Gik ikke videre | Gik ikke videre | Gik ikke videre | 13   |
| 9   | Sydkorea                      | 5    | 1    | 2    | 5    | Gik ikke videre | Gik ikke videre | Gik ikke videre | Gik ikke videre | 13   |
| 10  | Frankrig                      | 1    | 5    | 5    | 2    | Gik ikke videre | Gik ikke videre | Gik ikke videre | Gik ikke videre | 13   |